# Koloale F.C.
Koloale FC Honiara là một câu lạc bộ bóng đá Quần đảo Solomon, hiện đang thi đấu ở Telekom S-League. Đội bóng đến từ Honiara với sân nhà Lawson Tama Stadium.
Koloale FC là một trong những đội bóng thành công nhất ở Quần đảo Solomon những năm gần đây, khi vô địch Honiara FA League các năm 2001, 2003 và 2008; và Solomon Islands National Club Championship các năm 2003 và 2008.

## Danh hiệu
- Giải bóng đá vô địch quốc gia Quần đảo Solomon (Solomon Islands National Club Championship/Telekom S-League): (4)

2003–04, 2008–09, 2010–11, 2011–12.
- Honiara FA League: (3)

2001–02, 2003–04, 2008–09.

## Thành tích ở các giải đấu OFC
- Giải bóng đá vô địch các câu lạc bộ châu Đại Dương: 3 lần tham gia

Thành tích tốt nhất: Chung kết năm 2009
2009: Chung kết
2011: thứ 2 ở Bảng A
2012: thứ 4 ở Bảng B

## Đội hình hiện tại
Tính đến 7 tháng 9 năm 2014
Ghi chú: Quốc kỳ chỉ đội tuyển quốc gia được xác định rõ trong điều lệ tư cách FIFA. Các cầu thủ có thể giữ hơn một quốc tịch ngoài FIFA.
| Số | VT | Quốc gia         | Cầu thủ               |
| -- | -- | ---------------- | --------------------- |
| 1  | TM | Quần đảo Solomon | Joseph Komu           |
| 3  | HV | Quần đảo Solomon | Leonard Olea          |
| 5  | HV | Quần đảo Solomon | Welshman Houkarawa    |
| 9  | TĐ | Quần đảo Solomon | Atana Fa’arodo Jnr.   |
| 10 | TĐ | Quần đảo Solomon | Joe Luwi (Đội trưởng) |
| 11 | TĐ | Quần đảo Solomon | Michael Taeman        |
| 12 | TV | Cộng hòa Nam Phi | Thabiso Elliot Tleane |
| 13 |    | Quần đảo Solomon | Junior Zimri          |

| Số | VT | Quốc gia         | Cầu thủ        |
| -- | -- | ---------------- | -------------- |
| 15 | TV | Quần đảo Solomon | Lency Saeni    |
| 17 | TV | Quần đảo Solomon | Oliver Jamieh  |
| 19 | TĐ | Quần đảo Solomon | Albert Samani  |
| 21 | HV | Quần đảo Solomon | Jack Wasi      |
| 22 | TM | Quần đảo Solomon | Jessy Mae      |
| 23 | TV | Quần đảo Solomon | Mostyn Mau     |
| 24 | HV | Quần đảo Solomon | Steven Aretana |
| 25 | HV | Quần đảo Solomon | Francis Lafai  |